# Trachyderes steinhauseni
Trachyderes steinhauseni là một loài bọ cánh cứng trong họ Cerambycidae.